# Thomas Klauser
Thomas Klauser (* 9. Juni 1964 in Reit im Winkl) ist ein ehemaliger deutscher Skispringer. Er startete für den WSV Reit im Winkl. Neben Andreas Bauer war Klauser der erfolgreichste westdeutsche Skispringer der 1980er Jahre.
Klauser wurde insgesamt sechsmal Deutscher Meister, 1988 von der Normalschanze und 1980, 1981, 1985, 1986 und 1988 von der Großschanze. Bei den Olympischen Winterspielen 1988 in Calgary, erreichte er den vierten Platz von der Großschanze und einen sechsten Platz im erstmals ausgetragenen Teamwettbewerb. Sein bestes Abschneiden bei Nordischen Skiweltmeisterschaften war ein fünfter Platz von der Großschanze 1987 in Oberstdorf. Bei Skiflug-Weltmeisterschaften war seine beste Platzierung ein sechster Rang 1986 am Kulm. Im Weltcup, an dem Klauser von dessen Einführung 1979 bis zu seinem Karriereende 1991 teilnahm, konnte er insgesamt fünf Mal einen Podestplatz erspringen. Siege bei Wettbewerben mit größerer internationaler Beteiligung errang Klauser nur außerhalb von Weltklassespringen, so z. B. am 8. Februar 1987 beim Europacup in Willingen vor Franz Wiegele und Roger Ruud.
Klauser ist momentan als technischer Delegierter der FIS bei verschiedenen Springen aktiv.

## Erfolge

### Weltcup-Platzierungen
| Saison  | Platz | Punkte |
| ------- | ----- | ------ |
| 1979/80 | 35.   | 26     |
| 1980/81 | 66.   | 06     |
| 1982/83 | 34.   | 23     |
| 1983/84 | 52.   | 10     |
| 1984/85 | 20.   | 36     |
| 1985/86 | 50.   | 08     |
| 1986/87 | 13.   | 86     |
| 1987/88 | 46.   | 14     |
| 1988/89 | 18.   | 42     |
| 1989/90 | 32.   | 26     |